# Panzeria minor
Panzeria minor là một loài ruồi trong họ Tachinidae.